# Yuko Shimizu
Yuko Shimizu (清水 侑子, Shimizu Yūko) (Kyoto, 1 de novembre de 1946) és la dissenyadora japonesa que va crear Hello Kitty.
Va néixer al Japó. Després de graduar-se a la Musashino Art University, va crear Hello Kitty per a l'empresa Sanrio el 1974, per a il·lustrar un moneder de vinil. Va deixar Sanrio el 1976, deixant el personatge en mans de Setsuko Yonekubo, per casar-se i formar una família i, des de llavors, ha estat treballant com a dissenyadora independent. Tot i haver dissenyat una de les imatges més venudes del segle xx, Yuko Shimizu no en va treure molt benefici.
Els altres personatges que ha creat són Angel Cat Sugar i Rebecca Bonbon. També ha publicat alguns llibres de fotografia.